# 대한민국 형사소송법 제421조
대한민국 형사소송법 제421조는 동전에 대한 형사소송법의 조문이다.

## 조문
제421조(동전) ① 항소 또는 상고의 기각판결에 대하여는 전조제1호, 제2호, 제7호의 사유있는 경우에 한하여 그 선고를 받은 자의 이익을 위하여 재심을 청구할 수 있다. <개정 1963.12.13>
②제1심확정판결에 대한 재심청구사건의 판결이 있은 후에는 항소기각 판결에 대하여 다시 재심을 청구하지 못한다. <개정 1963.12.13>
③제1심 또는 제2심의 확정판결에 대한 재심청구사건의 판결이 있은 후에는 상고기각판결에 대하여 다시 재심을 청구하지 못한다.

第421條(同前) ① 抗訴 또는 上告의 棄却判決에 對하여는 前條第1號, 第2號, 第7號의 事由있는 境遇에 限하여 그 宣告를 받은 者의 利益을 爲하여 再審을 請求할 수 있다.  <개정 1963.12.13.>
②第1審確定判決에 對한 再審請求事件의 判決이 있은 後에는 抗訴棄却 判決에 對하여 다시 再審을 請求하지 못한다.  <개정 1963.12.13.>
③第1審 또는 第2審의 確定判決에 對한 再審請求事件의 判決이 있은 後에는 上告棄却判決에 對하여 다시 再審을 請求하지 못한다.

## 참조 조문
형사소송규칙 제169조(청구의 경합과 공판절차의 정지) ① 항소기각의 확정판결과 그 판결에 의하여 확정된 제1심판결에 대하여 각각 재심의 청구가 있는 경우에 항소법원은 결정으로 제1심법원의 소송절차가 종료할 때까지 소송절차를 정지하여야 한다.
②상고기각의 판결과 그 판결에 의하여 확정된 제1심 또는 제2심의 판결에 대하여 각각 재심의 청구가 있는 경우에 상고법원은 결정으로 제1심법원 또는 항소법원의 소송절차가 종료할 때까지 소송절차를 정지하여야 한다.

## 판례
- 제421조 제1항 소정의 '항소 또는 상고의 기각판결"의 의미는 상고기각판결에 의하여 확정된 제1심 또는 항소판결을 의미하는 것이 아니고 항소기각 또는 상고기각판결 자체를 의미한다[1]

## 참고 문헌
- 손동권 신이철, 새로운 형사소송법(초판, 2013), 세창, 2013. ISBN 9788984114081